# Чёрные бушлаты (песня)
«Чёрные бушлаты» — песня Владимира Высоцкого, посвящённая евпаторийскому десанту. Евпаторийский десант — тактический морской десант советских войск (700 человек), высаженный 5 января 1942 года в Евпатории с целью отвлечения вражеских сил от осажденного Севастополя и с Керченского полуострова. Почти все участники десанта погибли. В честь их подвига в 1970 году в Евпатории установлен памятник. Песня написана в Крыму на съемках кинофильма «Плохой хороший человек» в 1972 году.